# El Sr. Rojo
El Sr. Rojo és el nom artístic de Mario Gaitán (Madrid, 26 de juliol de 1975) un Dj i Mc espanyol de Hip-hop.
Gran part de la seva carrera musical l'ha fet a força de punxar en molts bars i locals de Madrid, aconseguint un ampli reconeixement pel públic donada la seva afició al so de la vella escola i els grans èxits de principi dels 90 en els quals basava les seves sessions. La seva faceta com MC és menys coneguda, atès que mai ha fet pública una maqueta o realitzat cap col·laboració en algun disc de Hip hop espanyol.
La seva primera aparició en format professional com MC és amb un tema de títol "Llora por tus miserias" en la banda sonora original de Bagdad rap, un documental de producció espanyola que denuncia la guerra de l'Iraq amb una ambientació musical de música rap. Aquest tema va ser nominat als XX Premis Goya en la categoria de cançó original, un fet pres com un signe de reconeixement social al moviment hip-hop a Espanya.
El 2005 edita la seva primera referència professional en solitari, publicant un extended play amb la companyia "Rap Solo", de Violadores del Verso, titulat "Estado mental Madrid ciudad". Compta amb col·laboracions vocals de Rush (MC de Perros callejeros) i Kase.O i musicals de R de Rumba. L'aspecte musical d'aquest treball ofereix un so clàssic en recórrer a samplers propis, un mètode més laboriós i gairebé oblidat pels productors de música Hip-hop. Les lletres del Sr. Rojo són pessimistes, negres i amb tornades sobries, però amb un gran contingut crític i social.

## Discografia
- "Estado mental Madrid ciudad" (EP) (Rap Solo, 2005)
- "Madrid Aprieta" (LP) (Rap Solo, 2008)
- "M.A.D.R.I.D En El Centro" (LP) (Rap Solo, 2014)

## Col·laboracions
- Bagdad rap "Banda sonora original" (2005)
- Perros callejeros "Perdedores del barrio" (2005)
- D. Gómez "Música pa` vacilar" (2012)